# Campeonato Mundial de Esqui Alpino de 1937
O Campeonato Mundial de Esqui Alpino de 1937 foi a sétima edição do evento, foi realizado em Chamonix na França, em Fevereiro de 1937.

## Medalhistas

### Masculino
| Evento    | Ouro         | Prata                                   | Bronze        |
| --------- | ------------ | --------------------------------------- | ------------- |
| Downhill  | Emile Allais | Maurice Lafforgue / Giacinto Sertorelli | -             |
| Slalom    | Emile Allais | Wilhelm Walch                           | Roman Wörndle |
| Combinado | Emile Allais | Maurice Lafforgue                       | Willi Steuri  |

### Feminino
| Evento   | Ouro          | Prata           | Bronze          |
| -------- | ------------- | --------------- | --------------- |
| Downhill | Christl Cranz | Nini Arx-Zogg   | Käthe Grasegger |
| Slalom   | Christl Cranz | Käthe Grasegger | Lisa Resch      |
| Combined | Christl Cranz | Nini Arx-Zogg   | Käthe Grasegger |

## Quadro de medalhas
Key
| Ordem | País     | Medalha de ouro | Medalha de prata | Medalha de bronze | Total |
| ----- | -------- | --------------- | ---------------- | ----------------- | ----- |
| 1     | Alemanha | 3               | 1                | 4                 | 8     |
| 2     | França   | 3               | 2                | 0                 | 5     |
| 3     | Suíça    | 0               | 2                | 1                 | 3     |
| 4     | Áustria  | 0               | 1                | 0                 | 1     |
| 4     | Itália   | 0               | 1                | 0                 | 1     |
|       | Total    | 6               | 7                | 5                 | 18    |